# Rochester Institute of Technology
Le Rochester Institute of Technology ou RIT, en français Institut de technologie de Rochester, est un institut de recherche et une université américaine privée, spécialisée dans les domaines des beaux-arts, de l'informatique, des sciences de l'ingénieur. 
Elle se compose de neuf collèges académiques et est située à Rochester (New York), au nord-est des États-Unis.

## Histoire
L'Institut est né de la fusion, en 1891, d'une société littéraire nommée Rochester Athenæum, société créée en 1829, notamment par le colonel Nathaniel Rochester (en), et d'un Institut de mécanique fondé en 1885 par un consortium d'hommes d'affaires de Rochester comprenant le capitaine Henry Lomb. Le nom de l'institution fusionnée était à l'époque Rochester Athenæum and Mechanics Institute (RAMI).
En 1944, l'université prend son nom actuel de Rochester Institute of Technology.
Originellement, l'Institut était situé en centre-ville de Rochester, mais le gouvernement allait construire une autoroute de contournement qui allait démolir certains immeubles et couper le campus en deux. Afin de continuer son développement, l'école a pris la décision de déménager son campus sur un immense terrain  à Henrietta en banlieue sud de la ville en 1968.
En 1966, le gouvernement fédéral décide d'intégrer un nouvel institut pour les sourds, le National Technical Institute for the Deaf (ou NTID). En 1968, les premiers étudiants sourds intègrent l'Institut, alors que la transition du RIT dans le nouveau campus avait lieu.
La formation doctorale démarre en 1990 dans le domaine des sciences de l'image (Imaging science (en)), rapidement suivi par l'astronomie, les sciences et technologies de l'information, l’ingénierie des microsystèmes, etc.

## Campus
Le campus actuel s'étend sur 5,3 km2. Cette propriété est principalement recouverte de forêts et de marais. Le campus compte 237 bâtiments pour une surface totale de construction de 474 000 m2. Le matériau de construction dominant de tous les pavillons étant la brique brune (le nombre total de briques était estimé à 14,5 millions à la fin de 2006), les étudiants donnent le surnom de Brick City au campus.
En 2013, il était considéré par le magazine américain Travel + Leisure comme le campus le plus laid des Etats-Unis.

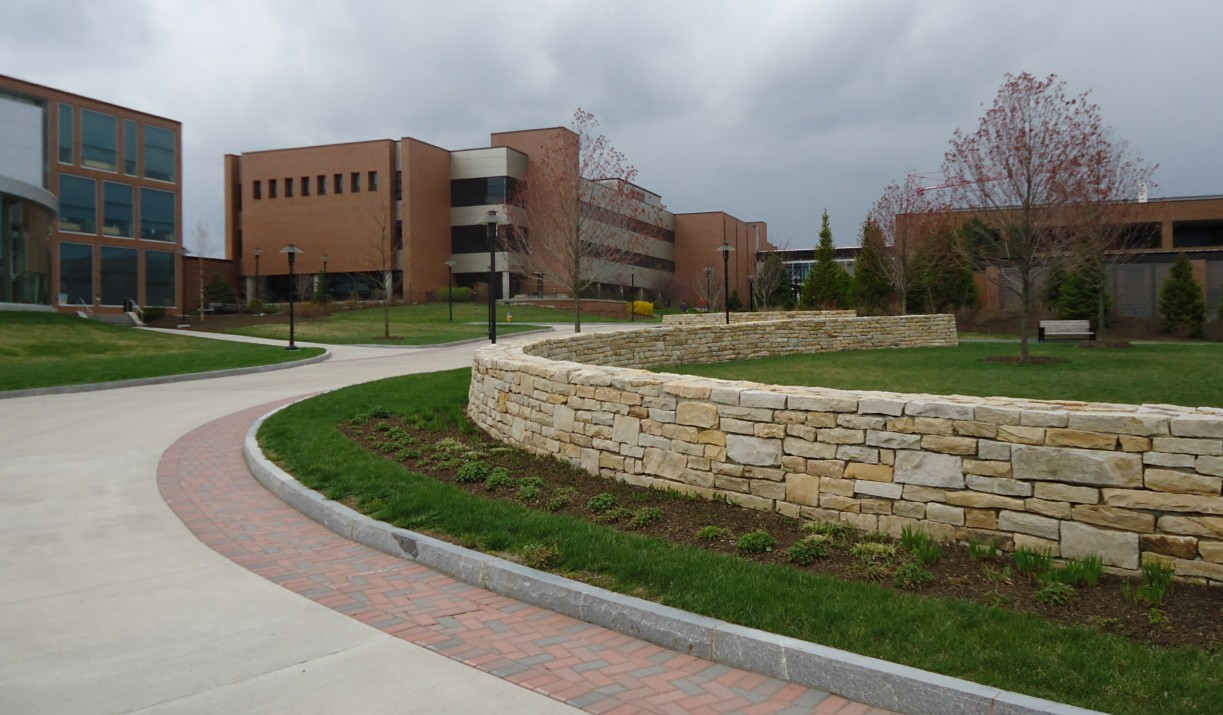
Rochester Institute of Technology.
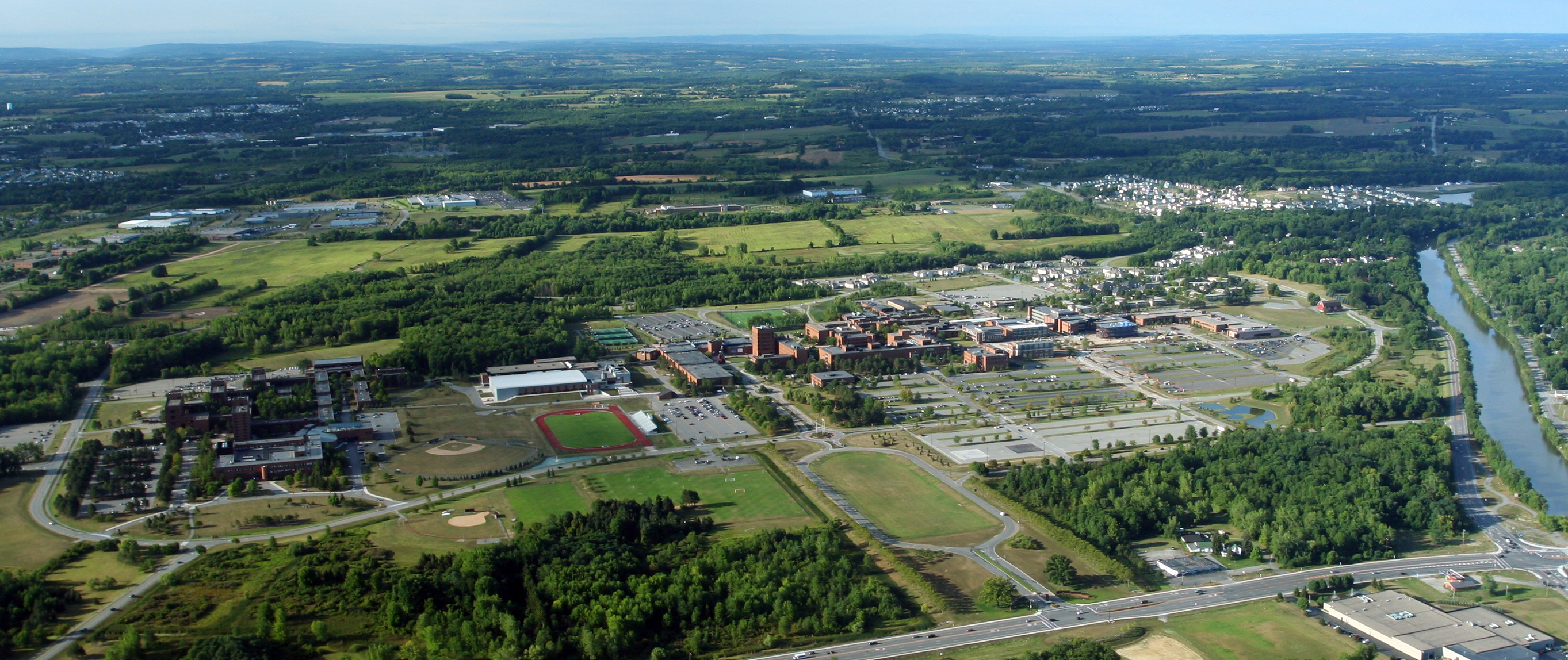
RIT - Vue aérienne en 2007.
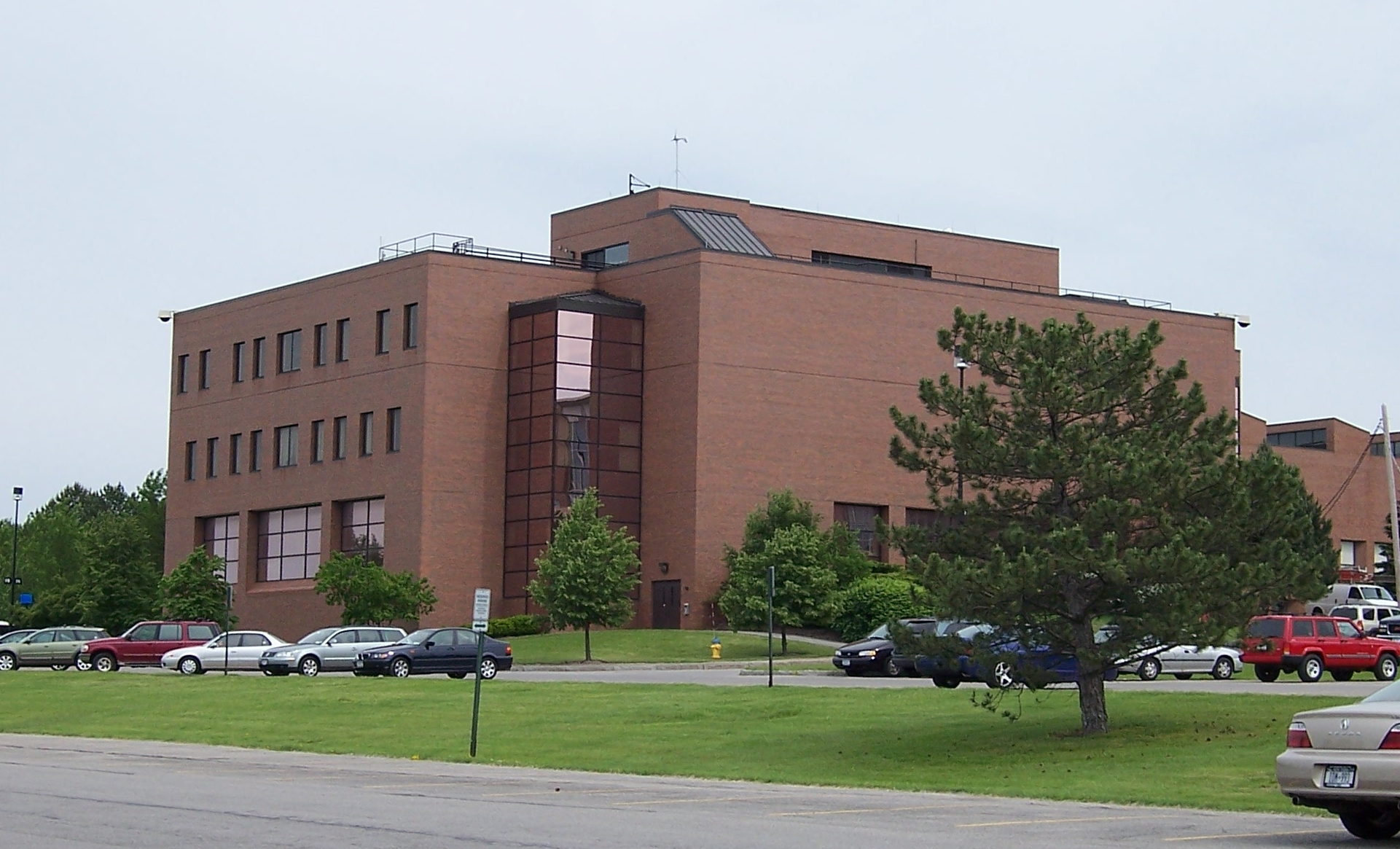
Carlson Building.
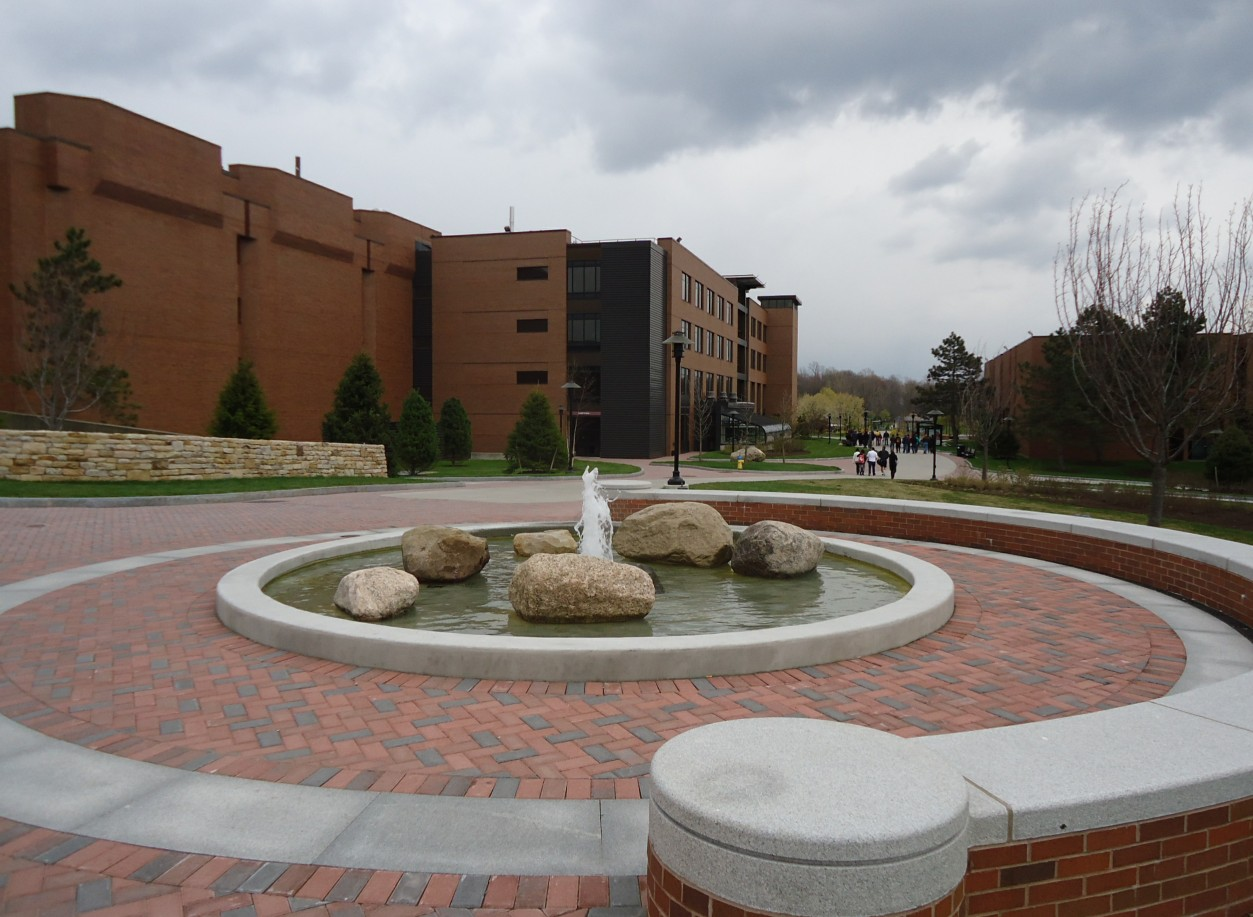
RIT in Henrietta.

## Administration
David C. Munson (en) est le président du RIT depuis 2017. Il est le dixième président depuis la création de l'université, succédant à William W. Destler (en) qui avait occupé ce poste pendant dix ans.
L'Institut compte neuf collèges dans les spécialités suivantes :
- sciences appliquées ;
- commerce (Saunders College) ;
- sciences de l'information (B. Thomas Golisano College) ;
- ingénierie (Kate Gleason College) ;
- sciences et techniques pour la santé ;
- arts et technologie de l’image ;
- arts libéraux ;
- sciences ;
- institut technique national pour les sourds.

L'Institut est également impliqué dans de nombreux partenariats internationaux avec les établissements tels que :
- l'institut national des sciences appliquées de Rennes (INSA) en France ;
- l'université de Paderborn en Allemagne ;
- l'université pontificale de Comillas et l'université de La Corogne en Espagne ;
- l'université de Malmö en Suède ;
- l'université de Rijeka en Croatie ;
- l'institut de technologie de Dublin en Irlande ;
- la Hogeschool Utrecht aux Pays-Bas ;
- l'université Jiao Tong de Pékin, l'université Hunan et l'université Jiangnan en Chine ;
- l'université du Pacifique au Pérou.

## Recherche
Ryne Raffaelle est nommé vice-président pour la recherche et vice-recteur adjoint en juillet 2011.
En 2016, R. Raffaelle désigne quatre domaines de recherche considérés comme stratégiques pour l'avenir de l'université, avec pour chaque domaine un investissement pouvant atteindre un million de dollars sur cinq ans. Ces quatre domaines sont :
- la cybersécurité ;
- la technologie des soins personnalisés ;
- les applications photoniques avancées ;
- la télédétection par des véhicules aériens sans pilote.

Les thèmes de ce plan sur cinq ans, centrés sur des applications et des demandes de la société moderne, ont été définis pour attirer des financements privés et publiques.

Les activités de recherche au RIT sont développées au sein de 60 centres de recherche et laboratoires.